# Rhopalodiaceae
Famille
Synonymes
- Epithemiaceae Grunow, 1860[1]

Les Rhopalodiaceae sont une famille d'algues de l'embranchement des Bacillariophyta (Diatomées), de la classe des Bacillariophyceae et de l’ordre des Rhopalodiales.

## Étymologie
Le nom de la famille vient du genre type Rhopalodia, dérivé du grec  ῥόπαλον / rópalon, massue, en référence à la forme de la diatomée « club-to pear-shaped », c'est-à-dire dont la forme varie entre une massue et une poire. 

## Liste des genres
Selon AlgaeBase (12 juin 2022) :
- Cystopleura Brébisson ex Kuntze, 1891
- Epithemia Kützing, 1844
- Katahiraia S.Komura, 1976
- Protokeelia C.W.Reimer & J.J.Lee, 1984
- Pyxidicula Ehrenberg, 1834
- Rhopalodia O.Müller, 1895  - genre type
- Tetralunata Hamsher, Graeff, Stepanek & Kociolek, 2014
- Thermocharis Ehrenberg, 1858
- Yoshidaia S.Komura, 1976

## Systématique
La famille des Rhopalodiaceae a été créée en 1960 par les phycologues ukrainiens Aleksandr Viktorovitsj Topatsjevskiy (d) (1897-1975) et O. P. Oksiyuk (d) (fl. 1960).

## Publication originale
- (uk) A.V. Topachevs'kyj et O.P. Oksiyuk, Vyznachnyk prisnovodnykh vodorostei Ukrayinskoyi RSR. Vol. 11 Diatomovi vodorosti Bacillariophyta (Diatomeae) [« Clés d'identification des algues d'eau douce de la RSS d'Ukraine. Vol. 11 Diatomées Bacillariophyta (Diatomeae) »], Kiev, Fondation de l'Académie des sciences de la RSS d'Ukraine, 1960, [1]-412.